# Konzervant

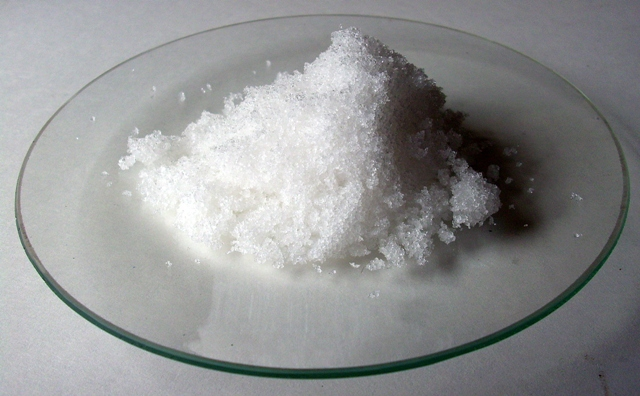
Dusičnan sodný je častá konzervační přísada u masných výrobků

Konzervant je přírodní nebo syntetická chemická látka přidávaná do produktů, jako jsou potraviny (označení E200 až E299), léčiva, barvy, biologické vzorky, dřevo atd., k zabránění nežádoucích chemických přeměn nebo rozkladu mikrobiálním působením.
Dřevo je nutno ochránit před působením hub, hmyzu (zejména termitů). Pro konzervaci dřeva se používá nejčastěji arsen, měď, boráty a petrolej.

## Konzervanty v potravinách
Ke konzervaci jídla se používají nejčastěji antimikrobiální látky, které brání mikroorganismům a houbám v rozkladu sacharidů obsažených v potravě. Jako antimikrobiální konzervanty se nejčastěji používají propionát vápenatý, dusičnan sodný, dusitan sodný, siřičitany (disiřičitan sodný, hydrogensiřičitan draselný), oxid siřičitý a disodná sůl EDTA. Ovšem i koncentrovaný oxid uhličitý konzervuje.
Ke konzervaci kosmetiky a léčiv se používají např. parabeny (E214 až E219).
Konzervanty se v potravinách někdy nahrazují antioxidanty (převážně E300 až E399). Například butylhydroxytoluen (E321) způsobuje obezitu.
Kyselina propionová a její soli (E280 až E283) u pokusných myší vedly k přibývání na váze a ke vzniku inzulinové rezistence.